# Alvaro Vitali
Pour les articles homonymes, voir Vitali.
Alvaro Vitali, né le 3 février 1950 à Rome et mort dans la même ville le 24 juin 2025,, est un acteur italien.

## Biographie
Alvaro Vitali est né dans le quartier romain de Trastevere. Il s'intéresse d'abord au chant et à la danse, mais se découvre une passion pour les effets comiques aidé par sa taille (1,56 m) et par un strabisme sévère. Électricien de formation, Alvaro Vitali est repéré par hasard en 1969 par le cinéaste Federico Fellini qui le fait tourner dans plusieurs de ses films, dont Satyricon (1969), Les Clowns (1970), Fellini Roma (1972) et Amarcord (1973).
Il est surtout connu pour ses rôles d'abruti absolu dans un genre du cinéma italien qui a du succès autour des années 1970, la comédie érotique à l'italienne (commedia erotica all'italiana), un genre cinématographique mélangeant comique burlesque et érotisme, dont le décor se trouve souvent dans une école, un hôpital, ou une caserne militaire. Incarnant notamment le rôle récurrent de Pierino, Alvaro Vitali a tourné pour les maîtres du genre : Michele Massimo Tarantini, Mariano Laurenti, ou encore Nando Cicero.
Le 24 juin 2025, Vitali décède à Rome d'une bronchopneumonie récurrente, pour laquelle il avait été hospitalisé deux semaines plus tôt.

## Filmographie

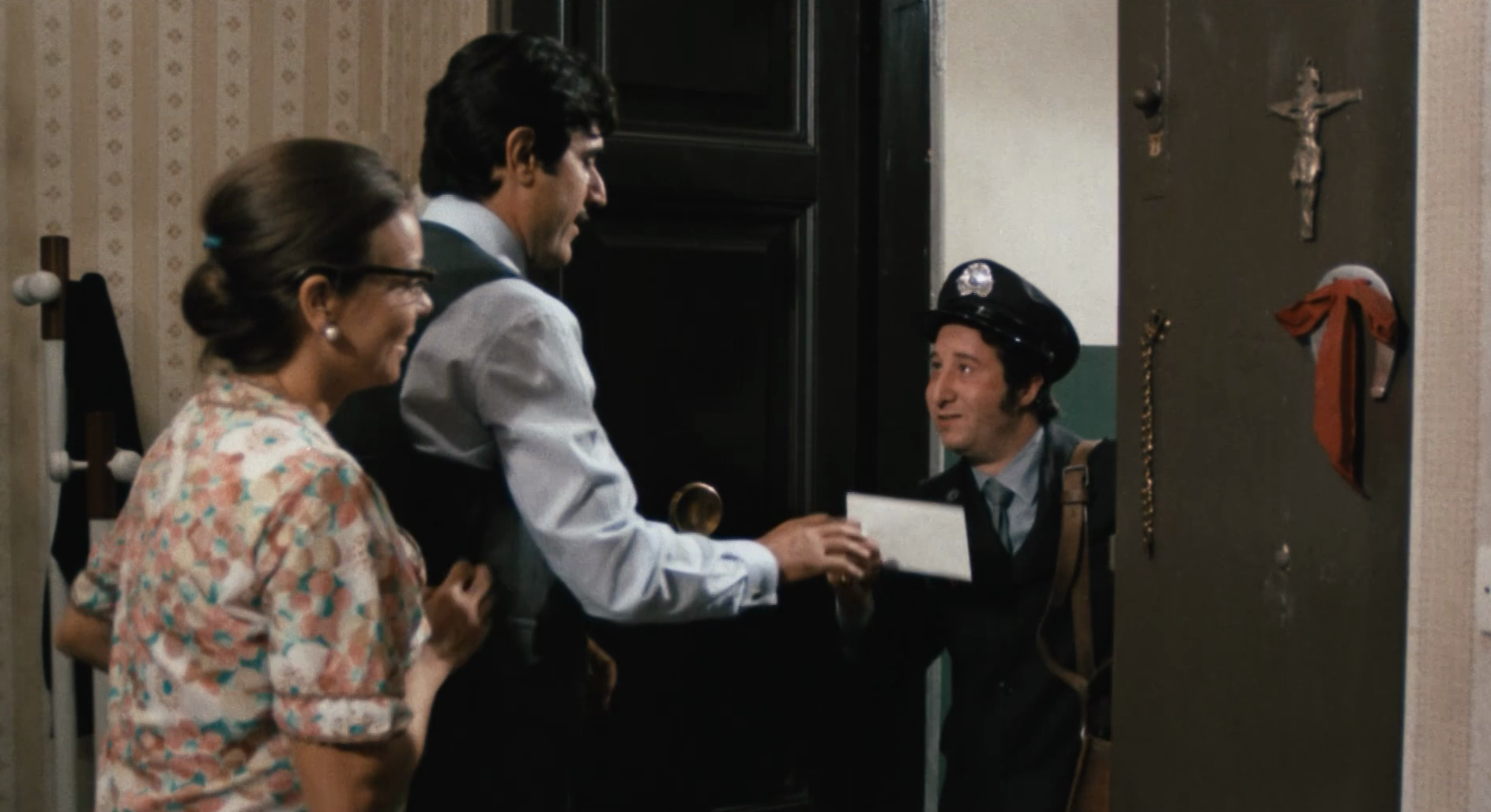
Alvaro Vitali (à droite) dans L'arbitro (1974).

- 1969 : Satyricon, de Federico Fellini
- 1971 : Les Clowns (I Clowns), de Federico Fellini
- 1972 : Quoi ? (Che?), de Roman Polanski
- 1972 : Meo Patacca (it), de Marcello Ciorciolini (non crédité)
- 1972 : Fellini Roma, de Federico Fellini (non crédité)
- 1973 : La Tosca, de Luigi Magni
- 1973 : Amarcord, de Federico Fellini
- 1973 : Poussière d'étoiles (Polvere di stelle), d'Alberto Sordi (non crédité)
- 1973 : Rugantino, de Pasquale Festa Campanile (non crédité)
- 1973 : Les anges mangent aussi des fayots (Anche gli angeli mangiano fagioli), d'Enzo Barboni (non crédité)
- 1973 : Rapt à l'italienne (Mordi e fuggi) de Dino Risi
- 1973 : Partirono preti, tornarono… curati, de Bianco Manini
- 1973 : Vive la quille, de Mino Guerrini
- 1974 : Quatre Zizis au garde à vous (4 marmittoni alle grandi manovre), de Marino Girolami
- 1974 : Romances et Confidences (Romanzo popolare), de Mario Monicelli
- 1974 : Parfum de femme (Profumo di donna), de Dino Risi
- 1974 : La poliziotta, de Steno
- 1974 : L'arbitro, de Luigi Filippo D'Amico (non crédité)
- 1975 : À nous les lycéennes (La liceale), de Michele Massimo Tarantini
- 1975 : La prof donne des leçons particulières (L'insegnante), de Nando Cicero
- 1975 : La Bagarre du samedi soir (Il tempo degli assassini), de Marcello Andrei
- 1975 : Plus moche que Frankenstein tu meurs (Frankenstein all'italiana), d'Armando Crispino
- 1975 : Due cuori, una cappella, de Maurizio Lucidi
- 1975 : La Pépée du gangster (La pupa del gangster), de Giorgio Capitani
- 1975 : Vergine, e di nome Maria, connu aussi sous le nom Malia, de Sergio Nasca
- 1976 : La Flic chez les poulets (La poliziotta fa carriera), de Michele Massimo Tarantini
- 1976 : La dottoressa sotto il lenzuolo (it), de Gianni Martucci
- 1976 : Spogliamoci così, senza pudor..., de Sergio Martino
- 1976 : La segretaria privata di mio padre (it), de Mariano Laurenti
- 1976 : La Prof et les Farceurs de l'école mixte (Classe mista), de Mariano Laurenti
- 1976 : La Toubib du régiment (La dottoressa del distretto militare), de Nando Cicero
- 1976 : La Carrière d'une femme de chambre (Telefoni bianchi), de Dino Risi
- 1976 : La Prof du bahut (La professoressa di scienze naturali), de Michele Massimo Tarantini
- 1976 : Deux Flics à abattre (Uomini si nasce poliziotti si muore), de Ruggero Deodato
- 1977 : La vergine, il toro e il capricorno, de Luciano Martino
- 1977 : Taxi Girl, de Michele Massimo Tarantini
- 1977 : Ma copine de la fac (La compagna di banco), de Mariano Laurenti
- 1977 : Per amore di Poppea, de Mariano Laurenti
- 1977 : La Toubib aux grandes manœuvres (it) (La soldatessa alla visita militare), de Nando Cicero
- 1978 : L'insegnante balla... con tutta la classe, de Giuliano Carnimeo
- 1978 : La Toubib prend du galon (it) (La soldatessa alle grandi manovre), de Nando Cicero
- 1978 : La Prof et les Cancres (L'insegnante va in collegio) de Mariano Laurenti
- 1978 : Scherzi da prete, de Pier Francesco Pingitore
- 1979 : Dove vai se il vizietto non ce l'hai?, de Marino Girolami
- 1979 : La lycéenne est dans les vaps (La liceale, il diavolo e l'acquasanta), de Nando Cicero
- 1979 : Les lycéennes redoublent (La liceale nella classe dei ripetenti), de Mariano Laurenti
- 1979 : L'insegnante viene a casa, de Michele Massimo Tarantini
- 1979 : La lycéenne séduit ses professeurs (La liceale seduce i professori), de Mariano Laurenti
- 1979 : L'Infirmière de nuit (L'infermiera di notte), de Mariano Laurenti
- 1979 : Gros-Câlin (Cocco mio), de Jean-Pierre Rawson
- 1979 : La Flic à la police des mœurs (La poliziotta della squadra del buon costume), de Michele Massimo Tarantini
- 1979 : L'Infirmière du régiment (L'infermiera nella corsia dei militari), de Mariano Laurenti
- 1979 : L'infirmière a le bistouri facile (La dottoressa ci sta col colonnello), de Michele Massimo Tarantini
- 1980 : La baigneuse fait des vagues (L'insegnante al mare con tutta la classe), de Michele Massimo Tarantini
- 1980 : La Lycéenne fait de l'œil au proviseur (it) (La ripetente fa l'occhietto al preside), de Mariano Laurenti
- 1980 : La liceale al mare con l'amica di papà, aussi connu comme La liceale al mare con tutta la classe, de Marino Girolami
- 1981 : Le Cancre du bahut (Pierino contro tutti), de Marino Girolami
- 1981 : Pierino, médecin de la Sécurité sociale (Pierino medico della Saub), de Giuliano Carnimeo
- 1981 : La Prof d'éducation sexuelle (it) (L'onorevole con l'amante sotto il letto), de Mariano Laurenti
- 1981 : La poliziotta a New York, de Michele Massimo Tarantini
- 1981 : La Zézette plaît aux marins (La dottoressa preferisce i marinai) de Michele Massimo Tarantini
- 1982 : Pierino colpisce ancora (it), de Marino Girolami
- 1982 : Il tifoso, l'arbitro e il calciatore, de Pier Francesco Pingitore
- 1982 : Giggi il bullo, de Marino Girolami
- 1982 : Gian Burrasca, de Pier Francesco Pingitore
- 1983 : Paulo Roberto Cotechiño centravanti di sfondamento, de Nando Cicero
- 1984 : Varietà, série télé
- 1988 : La vedova, épisode de la série télé Zanzibar, de Marco Mattolini
- 1988 : Festa di Capodanno, de Piero Schivazappa
- 1989 : Mortacci de Sergio Citti
- 1990 : Pierino torna a scuola (it), de Mariano Laurenti
- 1992 : Pierino stecchino, de Claudio Fragasso
- 1995 : Club Vacanze, d'Alfonso Brescia
- 1996 : L'antenati tua e de Pierino
- 1998 : Fantasmi a Roma, épisode de la série télé S.P.Q.R., de Claudio Risi
- 2001 : Se lo fai sono guai, de Michele Massimo Tarantini
- 2003 : Cinecittà, mini-série télé, d'Alberto Manni (de)
- 2004 : Ladri di barzellette, de Bruno Colella (it) et Leonardo Giuliano (it)
- 2006 : Domani è un altra truffa (télé), de Pier Francesco Pingitore
- 2009 : Impotenti esistenziali, de Giuseppe Cirillo
- 2011 : Vacanze a Gallipoli, de Tony Greco